# Marais tufeux du plateau de Langres (secteur Nord)
Marais tufeux du plateau de Langres (secteur Nord) este o arie protejată (sit de importanță comunitară — SCI) din Franța întinsă pe o suprafață de 237 ha, integral pe uscat.

## Localizare
Centrul sitului Marais tufeux du plateau de Langres (secteur Nord) este situat la coordonatele 47°49′55″N 5°08′33″E / 47.83194°N 5.1425°E.

## Înființare
Situl Marais tufeux du plateau de Langres (secteur Nord) a fost declarat arie specială de conservare în baza directivei 92/43 din 1992 referitoare la conservarea habitatelor naturale și a faunei și florei sălbatice pentru a proteja 8 specii de animale.

## Biodiversitate
Situată în ecoregiunea continentală, aria protejată conține 17 habitate naturale: Pante stâncoase calcaroase cu vegetație casmofită, Păduri pe pante, grohotișuri și ravene de Tilio-Acerion, Păduri aluvionare cu Alnus glutinosa și Fraxinus excelsior (Alno-Padion, Alnion incanae, Salicion albae), Păduri de stejar sau de stejar și carpen sub-atlantice și medio-europene de Carpinion betuli, Lacuri eutrofice naturale cu vegetație de tip Magnopotamion sau Hydrocharition, Fânețe de joasă altitudine (Alopecurus pratensis, Sanguisorba officinalis), Lespezi calcaroase, Păduri de fag Asperulo-Fagetum, Pajiști cu Molinia pe soluri calcaroase, turboase sau argilos-nămoloase (Molinion caeruleae), Păduri de fag din Europa Centrală dezvoltate pe sol calcaros cu Cephalanthero-Fagion, Ape puternic oligomezotrofe cu vegetație bentonică cu Chara spp., Formațiuni de Juniperus communis pe lande sau pajiști calcaroase, Pajiști uscate seminaturale și facies de acoperire cu tufișuri pe substraturi calcaroase (Festuco-Brometalia) (* situri importante pentru orhidee), Liziere de ierburi înalte hidrofile de câmpie și de nivel montan până la alpin, Mlaștini calcaroase cu Cladium mariscus și specii de Caricion davallianae, Izvoare petrifiante cu formare de travertin (Cratoneurion), Mlaștini alcaline.
La baza desemnării sitului se află mai multe specii protejate:
- nevertebrate (5): Austropotamobius pallipes, Coenagrion mercuriale, Euplagia quadripunctaria, Vertigo angustior, Vertigo moulinsiana
- pești (3): zglăvoacă (Cottus gobio), Cottus perifretum, cicar (Lampetra planeri)

Pe lângă speciile protejate, pe teritoriul sitului au mai fost identificate 29 de specii de plante, 12 specii de păsări, 6 specii de amfibieni, 5 specii de mamifere, 21 de specii de nevertebrate, 2 specii de pești, 3 specii de reptile.